# شنشيلينات
الشنشيلينات (الاسم العلمي: Chinchilloidea) هي فوق فصيلة من القوارض تتبع شيهميات الفك من رتيبة شيهميات الشكل.

## التصنيف
- الجروذ الشنشيلية
  - الجرذ الشنشيلي
- الشنشيلات
  - الشنشيلاوات
    - الشنشيلة
    - فسكاش الجبال

  - الفسكاشاوات
    - الفسكاش